# The Hermetic Organ Vol. 2: St. Paul's Chapel
The Hermetic Organ Vol. 2: St. Paul's Chapel est l'enregistrement d'un concert d'orgue solo donné par John Zorn le 23 septembre 2013 à la chapelle St-Paul de l'Université Columbia dans le cadre des célébrations de son 60e anniversaire. Comme pour le premier volume, la musique est improvisée.

## Titres
| No | Titre                     | Durée |
| -- | ------------------------- | ----- |
|    | Office Nr 9 - The Passion |       |
| 1. | Crucifixion               | 6:55  |
| 2. | Prayer                    | 9:12  |
| 3. | Ascent into the Maelstrom | 4:34  |
| 4. | In Gloria Dei             | 11:28 |
| 5. | Holy Spirit               | 7:17  |
| 6. | Battle of the Angels      | 3:16  |
| 7. | Communion                 | 4:21  |

## Personnel
- John Zorn – orgue